# Taverny
Taverny ist eine französische Gemeinde im Département Val-d’Oise in der Region Île-de-France. Sie gehört zum Arrondissement Argenteuil und ist Verwaltungssitz (Chef-lieu) des Kantons Taverny. Der Ort hat 27.065 Einwohner (Stand 1. Januar 2022). In Taverny befindet sich seit 1963 die Einsatzzentrale der strategischen Atom-Luftstreitkräfte Frankreichs.

## Geografie
Taverny liegt auf 92 m über dem Meeresspiegel, etwa 20 Kilometer nördlich von Paris. Das Stadtgebiet umfasst 10,4 km² und ist mit 2.491 Einwohnern pro km² geschlossen besiedelt. Östlich grenzt der große Wald des Forêt Domaniale de Montmorency an das Stadtgebiet. Die Stadt gehört zum Tal von Montmorency.

## Bevölkerungsentwicklung
Die Einwohnerzahl von Taverny hat sich in einem Zeitraum von weniger als 30 Jahren verdreifacht.
| 1962  | 1968   | 1975   | 1982   | 1990   | 1999   | 2006   | 2009   | 2014   | 2020   |
| ----- | ------ | ------ | ------ | ------ | ------ | ------ | ------ | ------ | ------ |
| 8 606 | 12 902 | 16 963 | 21 299 | 25 151 | 25 909 | 26 436 | 26 134 | 25 875 | 26 607 |

## Geschichte
Die erste urkundliche Erwähnung datiert auf das Jahr 754 (Charta von Pippin).
In der zweiten Hälfte des Hundertjährigen Krieges, im Jahr 1346, wurde Taverny nach der Schlacht von Crécy von den Briten besetzt und zerstört.
Die Region kam zu erheblichem Wohlstand unter der Regentschaft von Ludwig XI. In der Folgezeit gehörte Taverny zum Besitz der Grafen von Montmorency.
Mit Dekret vom 16. Juni 1806 wurde die Gemeinde Taverny mit Claire-Fontaine cy-devant Saint-Leu zu Saint-Leu-Taverny fusioniert. 1852 bis 1870 wurde diese in Napoléon-Saint-Leu-Taverny umbenannt. Im Oktober 1915 wurden die Gemeinden Taverny und nun Saint-Leu-la-Forêt wieder eigenständig.

## Sehenswürdigkeiten
Siehe auch: Liste der Monuments historiques in Taverny
- Gotische Pfarrkirche Notre-Dame-de-l’Assomption
- Eine der vielen Kirchen ist die 1977 gebaute Kirche Notre-Dame-des-Champs.

## Infrastruktur
Taverny ist durch das gut ausgebaute Autobahnnetz des Großraums Paris sehr gut erschlossen. Die A115 führt durch den Ort.

## Persönlichkeiten
- Benjamin Godard (1849–1895), Musiker
- Armand Couet (1868–1951), Journalist und Fotograf
- Constantin Pecqueur (1801–1887), Sozialist